# WNT3A
WNT3A (англ. Wnt family member 3A) – білок, який кодується однойменним геном, розташованим у людей на короткому плечі 1-ї хромосоми.  Довжина поліпептидного ланцюга білка становить 352 амінокислот, а молекулярна маса — 39 365.
| 10         |  | 20         |  | 30         |  | 40         |  | 50         |
| ---------- |  | ---------- |  | ---------- |  | ---------- |  | ---------- |
| MAPLGYFLLL |  | CSLKQALGSY |  | PIWWSLAVGP |  | QYSSLGSQPI |  | LCASIPGLVP |
| KQLRFCRNYV |  | EIMPSVAEGI |  | KIGIQECQHQ |  | FRGRRWNCTT |  | VHDSLAIFGP |
| VLDKATRESA |  | FVHAIASAGV |  | AFAVTRSCAE |  | GTAAICGCSS |  | RHQGSPGKGW |
| KWGGCSEDIE |  | FGGMVSREFA |  | DARENRPDAR |  | SAMNRHNNEA |  | GRQAIASHMH |
| LKCKCHGLSG |  | SCEVKTCWWS |  | QPDFRAIGDF |  | LKDKYDSASE |  | MVVEKHRESR |
| GWVETLRPRY |  | TYFKVPTERD |  | LVYYEASPNF |  | CEPNPETGSF |  | GTRDRTCNVS |
| SHGIDGCDLL |  | CCGRGHNARA |  | ERRREKCRCV |  | FHWCCYVSCQ |  | ECTRVYDVHT |
| CK         |  |            |  |            |  |            |  |            |

A: Аланін

C: Цистеїн

D: Аспарагінова кислота

E: Глутамінова кислота

F: Фенілаланін

G: Гліцин

H: Гістидин

I: Ізолейцин

K: Лізин

L: Лейцин

M: Метіонін

N: Аспарагін

P: Пролін

Q: Глутамін

R: Аргінін

S: Серин

T: Треонін

V: Валін

W: Триптофан

Кодований геном білок за функцією належить до білків розвитку. 
Задіяний у таких біологічних процесах як сигнальний шлях Wnt, альтернативний сплайсинг. 
Локалізований у позаклітинному матриксі.
Також секретований назовні.